# 米爾布魯克 (紐約州)
米爾布魯克（英語：Millbrook）是位於美國紐約州達奇斯縣的村。

## 人口
根據2020年美國人口普查的數據，米爾布魯克的面積為4.96平方千米，當中陸地面積為4.82平方千米，而水域面積為0.14平方千米。當地共有人口1455人，而人口密度為每平方千米293人。